# 衢山岛
30°26′19″N 122°21′09″E / 30.438519893592776°N 122.35246416181326°E
衢山岛是舟山群岛中北部的一个近海岛屿，属于岱山县管辖，为该县第二大岛。衢山镇人民政府驻在该岛西部的岛斗。南侧为岱衢洋。岛上最高峰为观音山。